# Mirta Fernández Martínez
Mirta Fernández nacida como Mirta Magali Fernández Martínez, en la ciudad de Santiago de Cuba. Reconocida escritora, profesora universitaria, investigadora y traductora cubana. Especialista en literatura de África y el Caribe.

## Currículo
- Investigadora sobre la presencia de África en Cuba, Especialista de Literatura oral africana.
- Profesora en el nivel universitario de las asignaturas: Estudios Africanos, Estudios Caribeños y de Literatura Francófona      (Maestría).
- Especialista de historia, cultura y literatura de África y del Caribe francófonos.

## Títulos obtenidos
- Bachiller en Letras en 1960.
- Dos años de Derecho Civil en l960-1962.
- Título de Profesora de Nivel Secundario Superior de Francés  de la Universidad de La Habana, en 1969.
- Maestría en Lengua Francesa,  Universidad de La Habana, 1996.
- Doctorado en Ciencias Históricas,  Universidad de La Habana, 2006.

## Investigaciones
- La negritud senghoriana, UH, 1979.
- Consideraciones acerca de la Lingüística contemporánea, 1980.
- Apuntes sobre las relaciones franco africanas, CEAMO, 1982.
- África en los años treinta, CEAMO 1985.
- Análisis de la poesía de Senghor, UH, 1988.
- Literatura yoruba oral, UH, 1990.
- Fernando Ortiz y Jean Price Mars, Fundación "Fernando Ortiz".
- A la Sombra del Árbol Tutelar, investigación para el doctorado sobre la literateratura.